# Alfons Åberg
Alfons Åberg är en litterär figur och huvudperson i en serie barnböcker skrivna och illustrerade av den svenska författaren Gunilla Bergström. Sedan 1972 har böckerna översatts till 40 olika språk, titelfiguren finns också i form av TV-serie och animerad film. I Sverige har Alfons Åberg fått ge namn åt ett barnkulturpris och ett kulturhus.
Genom böckerna får man följa Alfons genom hans uppväxt, till exempel är han fyra och går i förskolan i första boken, och är sju och börjar skolan i Var är bus-Alfons?. Böckerna är inte utkomna i kronologisk ordning. Till exempel är Alfons fyra år gammal i bok 1, sju år gammal i bok 9, och sedan fem år gammal igen i bok 15.
Bok-Makaren AB förvaltar rättigheterna för Alfons Åberg. Det ägs av författarens son Pål Andersson, systerdotter Sofia Torell och svåger Michael Treschow.

## Alfons Åberg och hans omgivning
Alfons Åberg är en liten, ganska vanlig kille, som bor i Sverige med sin pappa Bertil, och de flesta böckerna utspelar sig i höghus-stadsmiljö. Då han är mindre har han en låtsaskompis vid namn Mållgan, som bara han kan se. Senare, i lekskoleåldern, får han riktiga vänner som Milla och Viktor. Han har även en vit katt som heter Pussel.
I böckerna får Alfons uppleva en lång rad vanliga vardagshändelser som barn lätt kan känna igen. I sin strävan att växa upp och bli stor tävlar Alfons ofta med sin pappa om att klara av dessa händelser bäst. Den godmodige pappan är en positiv manlig förebild för Alfons, kvinnor dyker däremot upp mera sällsynt i berättelserna, även om Alfons har både en faster som heter Fiffi och en farmor. Alfons och pappan tycker mycket om varandra, någon mamma eller fru nämns inte och någon sådan verkar heller inte vara saknad att döma av foton på väggarna i deras hem.
Information om Alfons släkt går i delar att utröna ur böckerna. Alfons pappa är uppenbarligen ett av minst tre syskon, eftersom Alfons både har en barnlös faster och två kusiner han träffar hos sin farmor och som alltså bör vara barn till en av pappans bröder.
Alfons kompis Viktor heter troligen Andersson i efternamn eftersom det står på brevlådan i hans dörr i boken Vem räddar Alfons Åberg?. Viktor är kusin med Milla.

## Alfons Åberg i olika medier

### Böcker
Den första Alfonsboken, God natt, Alfons Åberg, utkom 1972. Hittills har 26 böcker i Alfons-serien utkommit, samt ett antal pekböcker och en visbok. Böckerna har översatts till 40 olika språk och dialekter. Gunilla Bergström har både skrivit böckerna och illustrerat dem. Illustrationerna består av blandtekniker av både teckningar och kollage.
På svenska har Alfonsböckerna tryckts i över 5 miljoner exemplar, och över 4 miljoner på andra språk. Varje år lånas det ut cirka en miljon Alfonsböcker på svenska bibliotek.

### TV och film
Alfons Åberg finns även som två tecknade TV-serier. De första har Björn Gustafson som berättare. Den senare är en dansk-norsk samproduktion och har Jonas Karlsson som berättare i den svenska dubbningen.
År 2013 följdes den dansk-norska serien upp av långfilmen Hokus pokus Alfons Åberg. I den svenska dubbningen gör Markus Engdahl titelrollen.

### På andra språk
Böckerna om Alfons har översatts till 40 olika språk och dialekter, och tryckts i över 4,3 miljoner exemplar på andra språk än svenska. I augusti 2012 utkom boken God natt, Alfons Åberg på latin (Quiesce Placide, Alphonse Amnimontane).
I en del länder och språkversioner har Alfons fått andra namn. Böcker har utkommit i följande länder och på följande språk:
| Språk/Land       | Namn                          |
| ---------------- | ----------------------------- |
| Afrikaans        | Dawie                         |
| Arabiska         | Burhan                        |
| Brasilien        | Alho Åberg                    |
| Danmark          | Alfons Åberg                  |
| England och USA  | Alfie Atkins                  |
| Finland (finska) | Mikko Mallikas Alfons Jokinen |
| Frankrike        | Alphonse                      |
| Frisiska         | Ate Attema                    |
| Färöarna         | Álvur Ákason                  |
| Nederländerna    | Alfons Alfrink                |
| Island           | Einar Áskell                  |
| Israel           | Alfons                        |
| Italien          | Alfons Aberg                  |
| Japan            | Alfons                        |
| Kurdiska         | Alfons Oberg                  |
| Latin            | Alphonsus Amnimontanus        |
| Lettland         | Alfons Obergs                 |
| Lulesamiska      | Ábmut                         |
| Norge            | Albert Åberg                  |
| Nordsamiska      | Alfons Åberg                  |
| Sydsamiska       | Aalfone                       |
| Persiska         | الفی اتکینز (Alfi Atkinz)     |
| Polen            | Albert Albertson              |
| Romani           | Ardom                         |
| Serbokroatiska   | Alfons Åberg                  |
| Somaliska        | Guuled                        |
| Spanska          | Alfonso                       |
| Sverige          | Alfons Åberg                  |
| Tigrinska        | Alfons                        |
| Turkiet          | Alfons Åberg                  |
| Tyskland         | Willi Wiberg                  |
| Wales            | Ifan Bifan                    |

## Satir iPippirull
Alfons Åberg blev föremål för satir i Sveriges Radios program Pippirull. Där hade Björn Gustafsons röst från filmerna klippts ihop med ljud från den danska filmen Pusher, där Alfons framställs som droglangare och hallick (det danska ordet alfons betyder 'hallick').
I ett mål som nådde Högsta domstolen 2015 argumenterade författaren Gunilla Bergströms juridiska ombud i rätten för att miljön präglad av knark, våld och kriminalitet måste ses som kränkande. Bergström sade "Jag vill få fastslaget hur mycket av en konstnärs verk man får använda i andra sammanhang. Man riskerar ju vad som helst om det inte dras en gräns." Hon sade att klippa ihop hennes texter i ett annat sammanhang var "stöld" och begärde 100 000 kronor i skadestånd och att Sveriges Radio skulle förbjudas sända inslaget fler gånger. Sveriges Radios advokat menade att "Rent subjektiva kränkningar är i princip straffria. Kända litterära upphovsmän ska tåla kritik, parodi och satir." och argumenterade för att sketchen var ett självständigt verk som därför inte skyddades av författarens upphovsrätt.
Både tingsrätt och hovrätt dömde enligt Sveriges Radios linje. Även Högsta domstolen gick på Sveriges Radios linje, och Bergström fick betala rättegångskostnader i de tre rättsinstanserna, totalt 460 000 kronor.

## Uppkallat efter Alfons Åberg
Bokförlaget Rabén & Sjögren, som ger ut böckerna om Alfons Åberg, instiftade tillsammans med Gunilla Bergström, 1992 barnkulturpriset Alfons-Bokalen.
Alfons Åberg har förevigats i Alfons Åbergs Kulturhus i Göteborg. Det invigdes 25 oktober 2012, i samband med Alfons Åbergs 40-årsjubileum. Kulturhuset, där scenografierna är hämtade ur Alfons Åberg-böckerna, är belägen i lokaler i Trädgårdsföreningen.
I Hässelby Strand i Stockholm ligger restaurangen d'Alphons, som har Alfons Åberg som sin symbol.

### Böckerna om Alfons
- God natt, Alfons Åberg – 1972
- Aja baja, Alfons Åberg – 1973
- Raska på, Alfons Åberg – 1975
- Alfons och hemlige Mållgan – 1976
- Vem räddar Alfons Åberg? – 1976
- Listigt, Alfons Åberg – 1977
- Alfons och odjuret – 1978
- Är du feg, Alfons Åberg? – 1981
- Var är bus-Alfons? – 1982
- Vem spökar, Alfons Åberg? – 1983
- Lycklige Alfons Åberg – 1984
- Alfons och Milla – 1985
- Kalas, Alfons Åberg! – 1986
- Hokus pokus, Alfons Åberg! – 1987
- Bara knyt, Alfons! – 1988
- Vad sa pappa Åberg? – 1989
- Där går Tjuv-Alfons! – 1991
- Mera monster, Alfons! – 1992
- Hurra för pappa Åberg! – 1993
- Näpp! sa Alfons Åberg – 1994
- Flyg! sa Alfons Åberg – 1997
- Osynligt med Alfons – 1998
- Hur långt når Alfons? – 2002
- Alfons och soldatpappan – 2006
- Alfons med styrkesäcken – 2010
- Skratta lagom! sa pappa Åberg – 2012

### Andra böcker om Alfons
- Alfons egna saker – 1990
- Alfons tycker om – 1990
- Alla möjliga Alfons – 1992
- Mera miner med Alfons – 1992
- Trall-fonsar – 1992
- Lösgodis – En påse till – 1994
- Lösgodis – Fickan full – 1994
- Alfons ABC – 2002
- Hässelby – 2007, roman av Johan Harstad som berättar om Alfons Åberg som vuxen

### Datorspel
- Alfons Åberg – Bara överallt 2002

## Källhänvisningar
1. 1 2 3  ”Gunilla Bergström - Uppslagsverk - NE.se”. www.ne.se. https://www.ne.se/uppslagsverk/encyklopedi/l%C3%A5ng/gunilla-bergstr%C3%B6m. Läst 5 juli 2022. [inloggning kan krävas]
2. ↑  ”Alfons Åberg - Uppslagsverk - NE.se”. www.ne.se. https://www.ne.se/uppslagsverk/encyklopedi/l%C3%A5ng/alfons-%C3%A5berg. Läst 5 juli 2022. [inloggning kan krävas]
3. 1 2  ”Bokalen!”. Alfons Åberg. 3 juni 2014. https://alfons.se/nyheter/bokalen/. Läst 5 juli 2022.
4. ↑  ”Från fröhandel till hus för busfrön”. Alfons Åbergs Kulturhus. https://alfonskulturhus.se/husets-historia/. Läst 5 juli 2022.
5. ↑  https://www.alfons.se/bokmakaren/
6. ↑  ”Karaktärer arkiv”. Alfons Åberg. https://alfons.se/persongalleri/. Läst 2 oktober 2024.
7. ↑  ”Alfons böcker utomlands”. alfons.se. Arkiverad från originalet den 15 december 2012. https://web.archive.org/web/20121215154447/http://www.alfons.se/fakta_bok_utland.asp. Läst 27 april 2022.
8. ↑  ”Vem är Alfons Åberg —”. https://www.alfons.se/alfons/fakta/. Läst 29 januari 2020.
9. ↑  ”Hokus pokus Alfons Åberg”. Svensk Filmdatabas. http://www.sfi.se/sv/svensk-filmdatabas/Item/?itemid=72655&type=MOVIE&iv=Basic&ref=/templates/SwedishFilmSearchResult.aspx?id%3d1225%26epslanguage%3dsv%26searchword%3dhokus+pokus%26type%3dMovieTitle%26match%3dBegin%26page%3d1%26prom%3dFalse. Läst 17 februari 2014.
10. 1 2  Alfons.se – Alfons på latin
11. ↑  Alfons.se – Alfons-böcker utomlands
12. ↑  "Om satiren som skakade Sverige" (vid 51m25s), Snedtänkt, 1 januari 2015. Åtkomst 31 juli 2015.
13. ↑  ”NJA 2005 s. 905”. https://lagen.nu/dom/nja/2005s905. Läst 13 januari 2018.
14. 1 2  Claes Reimegård. "Även HD friar Alfons-satir", Svenska Dagbladet, 23 december 2005. Åtkomst 31 juli 2015.
15. ↑  "NJA 2005 s. 905", lagen.nu. Åtkomst 1 augusti 2015.
16. ↑  Stockholm TT. "Alfons Åberg i Högsta domstolen", Svenska Dagbladet, 30 november 2005. Åtkomst 31 juli 2015.
17. ↑  "– Göteborgs nya besöksmål för alla barn!". Gothiatowers.com. Läst 11 augusti 2014.